# Severo di Napoli
Severo di Napoli (IV secolo – Napoli, 29 aprile 400) è stato un vescovo romano, il dodicesimo vescovo di Napoli ed è venerato come santo dalla Chiesa cattolica.

## Biografia
Il suo episcopato data dal 357 circa al 400 e s'inserisce d'autorità nella storia napoletana all'indomani di complesse vicende religiose e civili. Scarse e controverse sono le notizie sulla vita di Severo, ma in un'importante testimonianza se ne descrive lo spessore umano e religioso: una lettera a lui indirizzata da sant'Ambrogio da Milano nel 393. Anche il pagano Quinto Aurelio Simmaco, praefectus urbi, riconosce le qualità di Severo, come dimostra una sua lettera del 397-8 al console napoletano Decio Albino.
L'episcopato severiano è caratterizzato da una forte spinta evangelizzatrice, concretizzatasi nella costruzione di diversi edifici di culto, tra cui la basilica di San Giorgio Maggiore dove, sotto la mensa dell'altare maggiore, sono tuttora conservate le spoglie del santo e del battistero di Napoli, considerato il più antico dell'Occidente. Ha riportato a Napoli i resti del suo predecessore san Massimo di Napoli.
A san Severo, inoltre, secondo la leggenda devozionale, è legato il primo dei cosiddetti "miracoli della liquefazione del sangue di san Gennaro".

## Culto
San Severo è patrono secondario di Napoli e patrono principale della città e della diocesi di San Severo in Puglia, dove la festa liturgica è celebrata il 25 settembre.
Il suo elogio si legge nel Martirologio romano al 29 aprile:
(Martirologio romano, Città del Vaticano, Libreria editrice vaticana, 2004, p. 361)